# Anna Elsa Hornum
Anna Elsa Hornum (også Annaelse født 1877 i Ribe, død 1971) var en dansk amatørarkæolog, der er bedst kendt for sit arbejde som husbestyrerinde og nærmeste medarbejder for den langelandske arkæolog Jens Jørgen Winther, der grundlagde Langelands Museum.

## Liv og karriere
Hornum blev husbestyrerinde for Jens Winther i 1912 i Østergade på Langeland, og fortsatte i den rolle indtil hans død i 1955. Hun blev straks grebet af interessen for arkæologi, og var Winthers nærmeste medarbejder indtil hans død i 1955. Ud over at forvalte husholdningen var hun en aktiv deltager på Winthers arkæologiske udgravninger på eksempelvis de kendte stenalderlokaliteter Troldebjerg og Blandebjerg og Lindø. Hornum blev opfattet som en dygtig feltarkæolog, selvom hendes bidrag ikke findes på skrift. Frk. Hornum tog sig af alt det praktiske med udgravningerne inklusiv forplejningen til det udgravende folk.
Anna Elsa Hornum fik sin debut som udgravende amatørarkæolog i 1915 på Lindø, der i dag er en kendt stenalderboplads fra yngre stenalder. På Lindøudgravningerne blev Hornum lært op af Holger Friis. Nogle år senere begyndte Winther og Hornum udgravningen af endnu en kendt lokalitet fra stenalderen - Troldebjerg. Hornums dygtighed som arkæolog på Troldebjerg skaffede hende en invitation til en udgravning i Grønland.
I sommeren 1934 deltog Hornum i udgravninger af Inuit-bopladser sammen med museumsinspektøren Therkel Mathiassen. Udgravningerne og rejsen til Grønland var en enestående begivenhed i Hornums liv. Desværre skrev Hornum ikke rejsedagbog, men det gjorde både Mathiassen og Aage Kristensen. Mange af ekspeditionens deltagere tog billeder, der fortæller om Hornums roller som både udgraver og kok. I sommeren 1934 foretog Jens Winther ikke sine sædvanlige udgravninger på Langeland. Da Hornum vendte tilbage til Langeland rejste hun øen rundt og holdt foredrag om ekspeditionen.
Hornum var en central figur i et miljø med betydningsfulde arkæologer, der som unge arkæologistuderende besøgte Winthers udgravninger i 1920'erne og 1930'erne og fik praktisk træning som feltarkæologer. Blandt de besøgende var P.V. Glob, C.J. Becker, Ole Klindt-Jensen, J. Troels-Smith, Holger Rasmussen, Hans Norling-Christensen, Thorkild Ramskou, Peter Rismøller og Kristjan Eldjarn. Officielt var det frk. Hornums ansvar at sørge for forplejningen af de unge mennesker, men hun deltog i lige så høj grad på udgravningerne. Hornum var en vigtig figur, der sikrede fundene under udgravninger, mens Winther koncentrerede sig om fortolkningerne (Ravn 1998, 56).

## Senere liv og anerkendelse
I 1951 anbefalede Johannes Brøndsted, at Hornum skulle optages i Det Kongelige Nordiske Oldskriftselskab, hvilket gjorde hende til den anden kvinde, der blev optaget. Dette vidner om Hornums dygtighed som arkæolog.
Winther døde i 1955, og havde i sit testamente sørget for at Hornum kunne blive boende i lejligheden i Østergade indtil sin død. Langelands Museums bestyrelse sørgede for lejemålet, og der var mere end en uoverensstemmelse mellem bestyrelsen og Hornum. Efter kort tids sygdom døde Hornum på Rudkøbing sygehus i april 1971.